# Zbór Kościoła Adwentystów Dnia Siódmego w Krośnie
Zbór Kościoła Adwentystów Dnia Siódmego w Krośnie – zbór adwentystyczny w Krośnie, należący do okręgu wschodniego diecezji południowej Kościoła Adwentystów Dnia Siódmego w RP.
Pastorem zboru jest Andrzej Wierzchowski. Nabożeństwa odbywają się w kościele przy ul. Rynek 17 każdej soboty o godz. 10:00.